# Comandante (película de 2023)
Comandante es una película italiana de 2023 dirigida por Edoardo De Angelis y protagonizada por Pierfrancesco Favino como Salvatore Todaro, comandante del submarino Comandante Cappellini durante la Segunda Guerra Mundial.
La película fue seleccionada para competir en la 80.ª edición del Festival Internacional de Cine de Venecia, del que será además la película inaugural.

## Sinopsis
En la Segunda Guerra Mundial, el temerario capitán de corbeta de la Regia Marina Salvatore Todaro está al mando del submarino Comandante Cappellini cuando, el 16 de octubre de 1940, éste hunde frente al Océano Atlántico un vapor mercante belga, el Kabalo, que había abierto fuego contra ellos. Todaro decidió, en contra del consejo de sus superiores, salvar a los 26 náufragos belgas, condenados a una muerte segura a la deriva en una balsa a cientos de leguas de la costa, aunque para ello tuviera que surfear durante tres días, haciéndose visible para las fuerzas enemigas y arriesgando su propia vida y la de sus hombres. En esos tres días, el submarino se convertirá en un lugar de encuentro para desconocidos, que pueden ser muy diferentes entre sí, pero más parecidos de lo que pensaban.